# 小行星5844
小行星5844（英語：5844）是一颗围绕太阳公转的小行星。1986年10月28日，茲丹卡·瓦弗洛娃在克列特发现了此天体。
这颗小行星的绝对星等为93.82180074182324等。